# Титова пећина у Боговићима
Титова пећина је пећина која се налази у селу Боговићи, на територији општине Пале. Село Боговићи се налази на сјевероисточном дијелу општине Пале, испод стијена планине Романије.

## Историја
Након успјеха партизанске војске у чувеној битци на Сутјески, главна оперативна група партизанске војске, са Врховним штабом на челу, креће према планини Романији, гдје предузима офанзивне акције према источној Босни и том приликом ослобађа низ мјеста која су до тада била непријатељска упоришта.
Током ових акција, партизани заједно с Јосипом Брозом Титом, стижу у село Боговиће на планини Романији. Тито је боравио у пећини изнад села Боговићи, која ће касније по њему понијети име. у периоду од 18. до 20. јуна 1943. године. Ту је пред пећином Саво Оровић фотографисао рањеног Јосипа Броза Тита са доктором Иваном Рибаром. Јосип Броз Тито је рањен 9. јуна 1943. године на брду Озрен, испод Тјентишта, у току битке на Сутјесци.
Титова пећина није истраживана, нити је спелеолошки испитивана, иако представља значајно природно добро и туристичку дестинацију. Данас још увијек на улазу у Титову пећину стоји дио плоче, који подсјећа на ратна збивања у Другом свјетском рату и херојску борбу народа против фашизма.